# Suman Krishan Kant
Suman Krishan Kant är en indisk kvinnorättsaktivist.
Suman är änka till Indiens tidigare vicepresident Krishan Kant. Hon är ledare för kvinnoorganisationen Mahila Dakshata Samiti  och det politiska partiet Förenade kvinnofronten. 